# 科佩斯泰克峰
科佩斯泰克峰（英語：Copestake Peak），是南極洲的山峰，位於南桑威奇群島，處於紐梅耶冰川的南岸，海拔高度655米，由英國南極名稱諮詢委員會命名，由英國海外領土管轄。